# Episodi di Daktari (terza stagione)
La terza stagione della serie televisiva Daktari è andata in onda negli Stati Uniti dal 5 settembre 1967 al 12 marzo 1968 sulla CBS.
| nº | Titolo originale               | Prima TV USA      | Titolo italiano | Prima TV Italia |
| -- | ------------------------------ | ----------------- | --------------- | --------------- |
| 1  | Judy and the Astro-Chimp       | 5 settembre 1967  |                 |                 |
| 2  | The Execution                  | 12 settembre 1967 |                 |                 |
| 3  | Crime Wave at Wameru           | 19 settembre 1967 |                 |                 |
| 4  | Miracle in the Jungle          | 26 settembre 1967 |                 |                 |
| 5  | Killer Tribe                   | 3 ottobre 1967    |                 |                 |
| 6  | The Scent of Fear              | 10 ottobre 1967   |                 |                 |
| 7  | The Return of the Phantom      | 17 ottobre 1967   |                 |                 |
| 8  | Countdown for Judy             | 24 ottobre 1967   |                 |                 |
| 9  | Judy and the Jailbirds         | 31 ottobre 1967   |                 |                 |
| 10 | One of Our Cubs Is Missing     | 7 novembre 1967   |                 |                 |
| 11 | Judy and the Thoroughbred      | 14 novembre 1967  |                 |                 |
| 12 | The Return of Ethel and Albert | 21 novembre 1967  |                 |                 |
| 13 | Judy and the Wizard            | 28 novembre 1967  |                 |                 |
| 14 | Clarence's Love-In             | 5 dicembre 1967   |                 |                 |
| 15 | The Elephant Raid: Part 1      | 12 dicembre 1967  |                 |                 |
| 16 | The Elephant Raid: Part 2      | 19 dicembre 1967  |                 |                 |
| 17 | Miracle in the Jungle          | 26 dicembre 1967  |                 |                 |
| 18 | Riddle of the Bush             | 2 gennaio 1968    |                 |                 |
| 19 | The Big Switch                 | 9 gennaio 1968    |                 |                 |
| 20 | License to Kill                | 16 gennaio 1968   |                 |                 |
| 21 | Judy Strikes Back              | 23 gennaio 1968   |                 |                 |
| 22 | The Killer Cub                 | 30 gennaio 1968   |                 |                 |
| 23 | Toto the Great                 | 13 febbraio 1968  |                 |                 |
| 24 | The Lion Killer                | 20 febbraio 1968  |                 |                 |
| 25 | The Killer of Wameru           | 27 febbraio 1968  |                 |                 |
| 26 | The Monster of Wameru          | 5 marzo 1968      |                 |                 |
| 27 | The Will to Live               | 12 marzo 1968     |                 |                 |

## Judy and the Astro-Chimp
- Prima televisiva: 5 settembre 1967
- Diretto da: Paul Landres
- Scritto da: Malvin Wald

### Trama
- Guest star: Robert Clarke (capitano Jack Stedman), Davis Roberts (dottor Bert Allison)

## The Execution
- Prima televisiva: 12 settembre 1967

### Trama
- Guest star:

## Crime Wave at Wameru
- Prima televisiva: 19 settembre 1967
- Diretto da: Paul Landres
- Soggetto di: Ted Herbert
- Scritto da: Lawrence L. Goldman

### Trama
- Guest star: Robert DoQui (Mako), Peter Mamakos (generale Ahmed), Albert Popwell (caporale Askari)

## Miracle in the Jungle
- Prima televisiva: 26 settembre 1967

### Trama
- Guest star: Jan Clayton (Sorella Maria Francis), Mel Scott (Simon Matanga)

## Killer Tribe
- Prima televisiva: 3 ottobre 1967

### Trama
- Guest star: Don Pedro Colley (Mtola)

## The Scent of Fear
- Prima televisiva: 10 ottobre 1967

### Trama
- Guest star:

## The Return of the Phantom
- Prima televisiva: 17 ottobre 1967

### Trama
- Guest star:

## Countdown for Judy
- Prima televisiva: 24 ottobre 1967

### Trama
- Guest star:

## Judy and the Jailbirds
- Prima televisiva: 31 ottobre 1967
- Diretto da: Paul Landres
- Scritto da: Ted Herbert, Malvin Wald

### Trama
- Guest star: Freda Holloway, Sterling Holloway (Duke), Leonid Kinskey (Chip)

## One of Our Cubs Is Missing
- Prima televisiva: 7 novembre 1967

### Trama
- Guest star:

## Judy and the Thoroughbred
- Prima televisiva: 14 novembre 1967

### Trama
- Guest star:

## The Return of Ethel and Albert
- Prima televisiva: 21 novembre 1967

### Trama
- Guest star:

## Judy and the Wizard
- Prima televisiva: 28 novembre 1967
- Diretto da: Paul Landres
- Scritto da: Alf Harris, Jack Jacobs

### Trama
- Guest star: Gil Lamb (Walpole the Wizard)

## Clarence's Love-In
- Prima televisiva: 5 dicembre 1967

### Trama
- Guest star:

## The Elephant Raid: Part 1
- Prima televisiva: 12 dicembre 1967

### Trama
- Guest star:

## The Elephant Raid: Part 2
- Prima televisiva: 19 dicembre 1967

### Trama
- Guest star:

## Miracle in the Jungle
- Prima televisiva: 26 dicembre 1967
- Diretto da: Paul Landres
- Scritto da: Malvin Wald

### Trama
- Guest star:

## Riddle of the Bush
- Prima televisiva: 2 gennaio 1968

### Trama
- Guest star: Harold Gould (dottor De Long)

## The Big Switch
- Prima televisiva: 9 gennaio 1968
- Diretto da: Paul Landres
- Scritto da: Ted Herbert, John Hogan

### Trama
- Guest star: Carl Byrd (Kima), Rex Ingram (Chief Makuba)

## License to Kill
- Prima televisiva: 16 gennaio 1968

### Trama
- Guest star:

## Judy Strikes Back
- Prima televisiva: 23 gennaio 1968
- Diretto da: Paul Landres
- Scritto da: John Hogan

### Trama
- Guest star: Tony Monaco (Bascom)

## The Killer Cub
- Prima televisiva: 30 gennaio 1968
- Diretto da: Paul Landres
- Soggetto di: Ted Herbert

### Trama
- Guest star: Bruce Bennett (Ed Caldwell)

## Toto the Great
- Prima televisiva: 13 febbraio 1968

### Trama
- Guest star:

## The Lion Killer
- Prima televisiva: 20 febbraio 1968

### Trama
- Guest star:

## The Killer of Wameru
- Prima televisiva: 27 febbraio 1968
- Diretto da: Paul Landres
- Scritto da: Robert Lees, Stanley H. Silverman

### Trama
- Guest star:

## The Monster of Wameru
- Prima televisiva: 5 marzo 1968

### Trama
- Guest star:

## The Will to Live
- Prima televisiva: 12 marzo 1968
- Diretto da: Paul Landres
- Soggetto di: Ted Herbert, Malvin Wald

### Trama
- Guest star: